# Premi Unión de Actores a la millor actriu revelació
El Premi a la millor actriu revelació lliurat per la Unión de Actores y Actrices reconeix la millor primera interpretació d'una actriu nova, ja sigui en cinema, teatre o televisió. El premi es ve lliurant des de 1991, encara que fins a l'edició de 2002 no es feia distinció entre categoria masculina i femenina.

## Guardonat
| Any  | Guanyadora      | Pel·lícula/Obra de teatre/Sèrie |
| ---- | --------------- | ------------------------------- |
| 2018 | Eva Llorach     | Quien te cantará                |
| 2017 | Itziar Castro   | Pieles                          |
| 2016 | Anna Castillo   | El olivo                        |
| 2015 | Berta Vázquez   | Palmeras en la nieve            |
| 2014 | Pilar Gil       | El zoo de cristal               |
| 2013 | Olimpia Melinte | Caníbal                         |
| 2012 | Elena Rayos     | Farsas y églogas                |
| 2011 | Rebeca Valls    | Burundanga                      |
| 2010 | Bárbara Lennie  | La función por hacer            |
| 2009 | Leticia Herrero | Gordos                          |
| 2008 | Violeta Pérez   | El patio de mi cárcel           |
| 2007 | Sonia Almarcha  | La soledad                      |
| 2006 | Ivana Baquero   | El laberinto del fauno          |
| 2005 | Micaela Nevárez | Princesas                       |
| 2004 | Belén Rueda     | Mar adentro                     |
| 2003 | Nathalie Poza   | Días de fútbol                  |
| 2002 | Nieve de Medina | Los lunes al sol                |